# Wolfgang Schellmann
Wolfgang Schellmann, nemški častnik, vojaški pilot in letalski as, * 2. marec 1911, Reutlingen, pogrešan v boju 22. junij 1941.

## Življenjepis
Wolfgang Schellmann se je rodil 2. marca 1911 v Kasslu. Od 1. marca 1935 je bil poveljnik 2./JG 135, 19. decembra 1937 pa je prevzel poveljstvo nad 1./J 88 Legije Kondor, ki jo je vodil skozi celo špansko državljansko vojno, med katero je z 12 zračnimi zmagami sam postal drugi najuspešnejši nemški letalski as te vojne (prvi je bil Werner Mölders (14 zmag). Za zasluge v tej vojni je bil odlikovan s Španskim križem z meči in briljanti (Spanienkreuz in Gold mit Schwertern und Brillanten). Po vrnitvi iz Španije je bil dodeljen k I./JG 331, kjer je od 1. aprila 1939 je opravljal štabno funkcijo. 
Po izbruhu druge svetovne vojne je bil Schellmann dodeljen v I./JG 77, s katero je sodeloval pri napadu na Poljsko. Kasneje je bil premeščen v štab Luftflotte 2. 15. decembra 1939 je takratni stotnik Schellmann postal poveljnik (Gruppenkommandeur) lovske skupine II./JG 2. Svojo prvo zračno zmago v drugi svetovni vojni je dosegel nad britanskim lovcem Hawker Hurricane, 15. maja 1940 v bližini francoskega mesta Couly. Do konca francoske kampanje je zbral 7 zmag (poleg 12 iz španske vojne). 
Med bitko za Britanijo je 3. septembra 1940 Schellmann postal komodor JG 2. 18. septembra je bil za 10 zmag v drugi svetovni vojni odlikovan z Viteškim križem. 22. oktobra 1940 je postal komodor JG 27, s sedežem ob Rokavskem prelivu. Spomladi 1941 je vodil JG 27 pri vdoru v Jugoslavijo in Grčijo (Operacija 25).
V Grčiji je dosegel svojo skupno 24. zračno zmago (obe vojni), ko je sestrelil britanskega Hurricana. JG 27 je vodil tudi pri začetku operacije Barbarossa (vdor v Sovjetsko zvezo, že 22. junija 1941, pa je postal žrtev sovjetskega pilota, ki se je v bližini mesta Kamenki s svojim lovcem Polikarpov I-16 namerno zaletel v njegovega Messerschmitt Bf 109 E-7 (W. Nr. 4189) z oznako << +. Schellmann je iz zadetega letala sicer izskočil, vendar se je za njim izgubila vsaka sled. Obstajajo špekulacije, da ga je po zajetju ustrelila sovjetska NKVD. V odsotnosti so Schellmanna v Nemčiji povišali v podpolkovnika.
Wolfgang Schellmann je v okoli 150 nalogah skupaj dosegel 25 zračnih zmag, od katerih jih je 12 dosegel v španski državljanski vojni, od 13 doseženih zmag v drugi svetovni vojni pa je 12 zmag dosegel nad zahodnim bojiščem, eno pa nad vzhodnim.

## Odlikovanja
- Španski križ z meči in briljanti (Spanienkreuz in Gold mit Schwertern und Brillanten)
- Viteški križ železnega križca (18. september 1944)